# Spinotarsus ratonipsus
Spinotarsus ratonipsus är en mångfotingart som beskrevs av Kraus 1966. Spinotarsus ratonipsus ingår i släktet Spinotarsus och familjen Odontopygidae. Inga underarter finns listade i Catalogue of Life.